# Igreja Católica na Eritreia
A Igreja Católica na Eritreia é parte da Igreja Católica universal, em comunhão com a liderança espiritual do Papa, em Roma, e da Santa Sé. Os eritreus adotam diversos ritos aceitos pela Igreja Católica, sendo o rito alexandrino ge'ez o que tem mais aderentes, por meio da Igreja Católica Eritreia, em comunhão total com Roma. O catolicismo é uma das únicas quatro religiões permitidas pelo governo do país, sendo as outras a Igreja Ortodoxa Eritreia, a Igreja Evangélica Luterana da Eritreia e o islamismo sunita. Isso foi reconhecido em um decreto do governo de 1995, quando o Governo garantiu controle próprio da liderança da Igreja Ortodoxa e da comunidade muçulmana, e este mantém suas hierarquias e controla suas atividades e recursos financeiros. A Igreja Católica e a Igreja Luterana ainda possuem autonomia. A atividade religiosa precisa ser exercida sob autorização do Governo, e aqueles que transgridem essa ordem estão sujeitos à prisão. As comunidades religiosas que são autorizadas precisam de aprovação do Departamento de Assuntos Religiosos para distribuir literatura religiosa a seus fiéis, como a Bíblia.

## História
A Eritreia foi um dos primeiros países do mundo a adotar o cristianismo como a religião do Estado, por volta do século IV. Um cisma na Igreja ocorreu no Concílio de Calcedônia, em 451, e a Igreja da Etiópia uniu-se às igrejas ortodoxas orientais, devido à não aceitação do diofisismo de Jesus (crença em suas duas naturezas: humana e divina), mas crendo no monofisismo. De rito copta, a Igreja Ortodoxa Etíope é monofisista. A crença cristã dominou a vida dos eritreus por séculos. O islamismo foi introduzido pelos árabes nas áreas costeiras do mar Vermelho durante o século VII.-
Na sequência dos mal-sucedidos esforços missionários dos portugueses na Etiópia durante o século XVII, o governo imperial proibiu toda a atividade missionária católica no país, que incluía a Eritreia, o que durou cerca de 200 anos. A primeira retomada bem-sucedida dessa atividade começou em meados do século XIX, quando a Santa Sé estabeleceu a Prefeitura Apostólica da Abissínia. Seu primeiro bispo foi o lazarista italiano São Justino de Jacobis (1800–1860), que chegou em 1839. Grande parte de seu ministério aconteceu na Eritreia e ele morreu na cidade de Hebo.
A partir de 1890 o controle de parte do território eritreu passou para a Itália, e passou a receber missionários católicos. Em 1894, foi estabelecida uma prefeitura apostólica separada para a Eritreia. No mesmo ano, o governador italiano convidou a ordem capuchinha para dirigir a evangelização da colônia e supervisionar o recém-criado sistema educacional. Em 1911, a Prefeitura Apostólica tornou-se um Vicariato Apostólico e, em 1930, um Ordinariato. No mesmo ano, o Pontíficio Colégio Etíope foi fundado dentro dos muros do Vaticano, e também recebeu estudantes da Eritreia. A invasão da Etiópia a partir da Eritreia por potências europeias, no século XX, fortaleceu muito a Igreja Ortodoxa Etíope em território eritreu, ao ponto de que mesmo após a independência, em 1993, a maioria da população cristã permaneceu pertencendo à essa Igreja.
Entre 1951 e 1952, o Ordinariato da Eritreia tornou-se um exarcado apostólico e no ano seguinte a Eritreia entrou em uma união federal com a Etiópia, depois de uma decisão da ONU, anexando assim o país, levando à formação do movimento de libertação eritreu, especialmente liderado pelos muçulmanos, com a intenção de formar uma república. Como a maioria dos cristãos ortodoxos da Eritreia tinha um forte relacionamento com a Igreja Ortodoxa Etíope, eles viram o movimento dos muçulmanos como perigoso. Os muçulmanos também consideravam os cristãos ortodoxos como uma grande ameaça à causa da independência.
Em 1961 a Santa Sé reorganizou as hierarquias da Etiópia e da Eritreia, e Asmara acabou sendo estabelecida como uma única eparquia cobrindo todo o território eritreu. Depois que a Eritreia se tornou uma nação independente, em 1993, os bispos católicos da Etiópia e da Eritreia continuaram a formar uma única Conferência Episcopal. Em 1995, o Papa João Paulo II erigiu duas novas eparquias eritreias em Barentu e Keren. Em 2012, outra eparquia foi estabelecida na Segheneity, desta vez pelo Papa Bento XVI.

## Atualmente

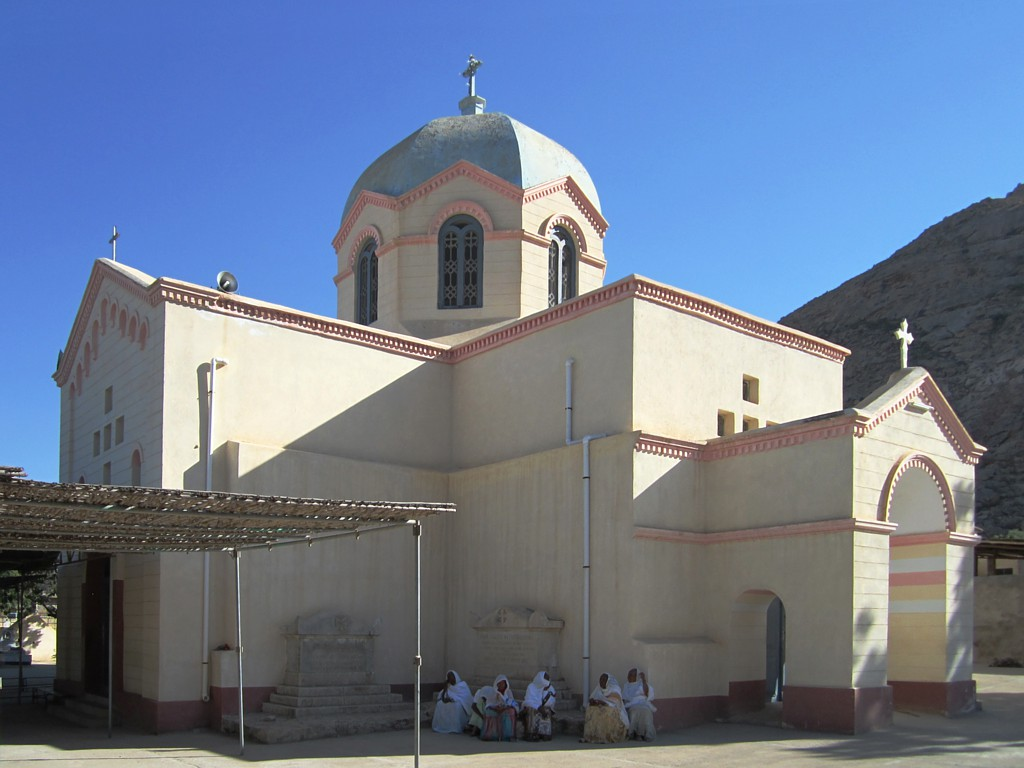
Catedral de São Miguel, em Keren

Em 2000, a Igreja Católica Etíope tinha 93 paróquias sob os cuidados de 72 sacerdotes diocesanos e 217 sacerdotes de ordens religiosas, enquanto 80 irmãos e 340 irmãs cuidavam das necessidades humanitárias da nação, incluindo os milhares que ficaram desabrigados como resultado da guerra. Os dois bispos católicos do país uniram-se aos bispos da Etiópia para formar uma conferência episcopal, e os esforços para trabalhar com grupos muçulmanos e outros religiosos foram vistos como parte integrante da formação de um pacto de paz assinado entre os presidentes das nações beligerantes em 15 de dezembro de 2000.
A Eritreia é um país onde o governo faz grandes restrições religiosas, controlando parte da hierarquia de diversas denominações. Ao contrário do controle que o governo estabeleceu na hierarquia da Igreja Ortodoxa e do islã, a Igreja Católica continua a ter autonomia, e resiste às tentativas de colocá-la sob domínio estatal, porém o governo ainda busca fazer isso. As denominações religiosas são obrigadas a submeter relatórios semestrais sobre as suas atividades, além de só poderem exercer atividades de culto religioso, e, caso queiram praticar atividades caritativas, devem se registrar como ONGs, e ter suas finanças controladas pelo governo. Os padres e religiosos em idade apropriada são obrigados a servir o exército por período indeterminado, esvaziando as igrejas. Além disso, houve tentativas de confiscar escolas e hospitais católicos. Também é ilegal para as instituições religiosas aceitarem fundos estrangeiros. A ONG Portas Abertas classificou o país como o 7.º mais perseguidor aos cristãos do mundo em 2019.  Em janeiro de 2018, o Departamento de Estado Norte-Americano colocou a Eritreia na lista dos "Países de Especial Preocupação" devido às graves violações da liberdade religiosa praticadas no país.
Todas as comunidades cristãs são afetadas pela perseguição, já que muitas igrejas domésticas e materiais cristãos são danificados ou confiscados. Prisões e desaparecimentos forçados são muito comuns no país. Devido às prisões do governo e sequestros, famílias são separadas. Os membros são forçados a fugir do país, enquanto outros têm seus direitos de herança negados, bem como direitos relacionados à família. Cristãos também não podem ter acesso ao ensino superior se não se alistarem ao serviço militar.
Tantas restrições fazem com que o país seja conhecido como a "Coreia do Norte da África". Assim como a Igreja na Coreia do Norte, os cristãos da Eritreia são presos e torturados na cadeia por causa de sua fé. Muitos desses cristãos acabam encarcerados sem julgamento ou sem acusação formal, apenas sob o pretexto de porem em risco a segurança nacional. Mais de 3 mil eritreus estão detidos por razões religiosas, e, destes, mais de 70% são cristãos..

### Nova igrejasui iuris
Até 2015 a Igreja Católica Eritreia, de rito alexandrino era parte da jurisdição da Igreja Católica Etíope, porém, no dia 19 de janeiro, o Papa Francisco publicou a bula Multum fructum, erigindo-a como nova igreja sui iuris, estabelecendo esta Igreja como província eclesiástica independente sob a autoridade de um prelado Metropolita em plena comunhão com a Santa Sé. O Papa nomeou Dom Menghesteab Tesfamariam como primeiro Metropolita da igreja.

### Conflito entre Eritreia e Etiópia
No dia 26 de junho de 2018, pela primeira vez em 20 anos, uma delegação de alto nível da Eritreia, liderada pelo ministro das Relações Exteriores Osman Saleh, chegou a Adis Abeba, capital da Etiópia, para dialogar sobre o fim de conflito de décadas entre os dois países. Eles foram recebidos pelo recém-eleito primeiro-ministro etíope, Abiy Ahmed. Os dois países entraram em guerra em 1998, perdurando até o ano 2000. Em março de 2012 as tensões voltaram a crescer, quando militares etíopes lançaram um ataque contra localidades eritreias, em resposta à suposta formação pela Eritreia de "grupos subversivos", com o objetivo de realizar ataques na Etiópia. O cardeal arcebispo metropolitano de Addis Abeba, Berhaneyesus Demerew Souraphiel, Presidente da Associação das Conferências Episcopais Membros da África Oriental e presidente da Conferência Episcopal da Etiópia, definiu isto como "um momento feliz para as Igrejas Católicas na Etiópia e Eritreia", assegurando que os fiéis dos dois países rezaram pela paz desde o início do conflito. Segundo ele, a Igreja Católica serviu de ponte durante todos os anos de estagnação por meio da Assembleia dos Bispos da Etiópia e da Eritreia, reunida até pouco tempo para discutir a vida da Igreja em ambos os países.
O Papa Francisco comentou a iniciativa de paz no Angelus de 1º de julho, domingo:
| “ | É uma obrigação assinalar uma iniciativa que pode ser definida como histórica – e se pode dizer também que é uma boa notícia: nestes dias, depois de vinte anos, os Governos da Etiópia e da Eritreia voltaram a falar juntos de paz. Que este encontro acenda uma luz de esperança para estes dois países do Chifre da África e para todo o continente africano. | ” |
|   | — Papa Francisco sobre o acordo de paz entre Etiópia e Eitreia. |   |

O arcebispo de Asmara, Menghesteab Tesfamariam, líder da Igreja Católica Eritreia, pediu as "orações intensas" dos fiéis, após dar "graças a Deus" pelo acordo de paz.
No dia 22 de fevereiro de 2020, o presidente da Conferência Episcopal e arcebispo de Adis Abeba, Dom Berhaneyesus Demerew Souraphiel, Dom Abune Mussié Gebreghorghis Uqbu, bispo de Emdeber e o P. Teshome Fiqure Weldetensae, Secretario Geral da Conferencia Episcopal Etíope, deviam participar nas celebrações do jubileu de ouro e da festa do padroeiro da Catedral de Kidane Mehert, sede do Episcopado de Asmara, mas foram barrados no aeroporto da capital eritreia e obrigados a regressar à Etiópia no dia seguinte. O padre Tesfaghiorghis Kiflom, secretário-geral da Conferência Episcopal da Eritreia, enviou uma carta ao Departamento dos Assuntos Religiosos afirmando que os membros da Igreja da Etiópia tinham visto regular para entrar na Eritreia, com validade de um mês, e questionou a razão do impedimento da visita. Dias antes, Dom Ivan Jurkovič, observador permanente da Santa Sé junto à ONU havia falado sobre a situação da Igreja na Eritreia durante a 43ª sessão do Conselho para os Direitos Humanos.

## Organização territorial
Após a separação da Igreja Católica Etíope, a Igreja Católica Eritreia possui uma sé metropolitana e três eparquias sufragâneas:
- Arquieparquia de Asmara
  - Eparquia de Barentu
  - Eparquia de Keren
  - Eparquia de Segheneity

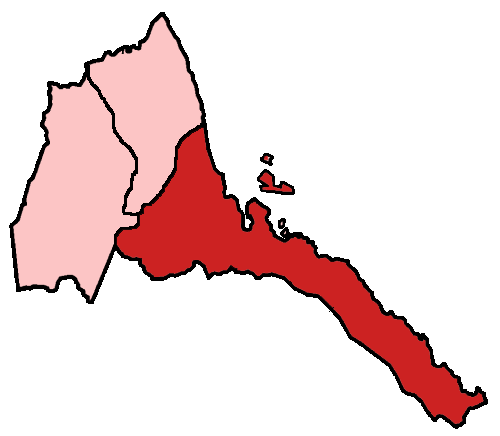
Arquieparquia de Asmara.
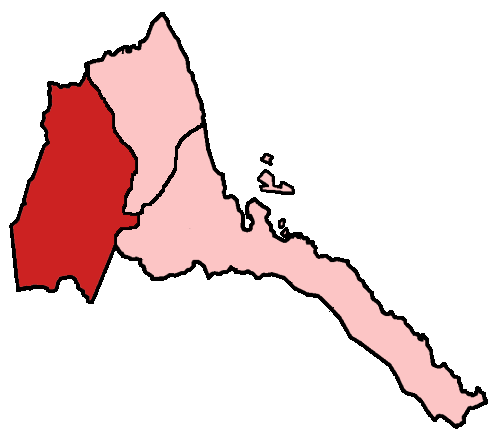
Eparquia de Barentu.
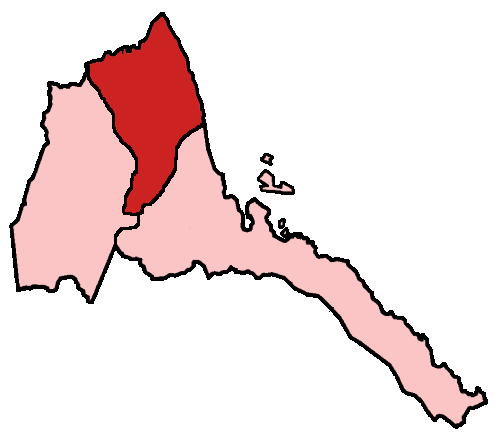
Eparquia de Keren.
A Região Sul da Eritreia, cujo território corresponde ao da Eparquia de Segheneity

Como não há dioceses de rito latino ou de outros ritos na Eritreia, a jurisdição das quatro eparquias se estende a todos os católicos, independentemente do rito ao qual pertencem.

## Conferência Episcopal
A Conferência Episcopal Etíope e Eritreia é a reunião dos bispos católicos da Etiópia e da Eritreia, e foi criada no ano 1967.

## Nunciatura Apostólica
A Nunciatura Apostólica da Eritreia foi criada em 1995.

## Santos
- São Justino de Jacobis[21]

### Veneráveis
- Felix Maria Ghebreamlak[22]